# Фернанду I
Фернанду I (порт. Fernando I; 31 жовтня 1345 — 22 жовтня 1383) — король Португалії (1367—1383). Останній представник португальської Бургундської династії на троні. Син португальського короля Педру I. Період його правління характеризується серйозною нестабільністю. Чоловік Леонори Теліш. Батько кастильської королеви Беатриси. Вів затяжні й неуспішні війни з Кастилією (1369—1371, 1373—1374, 1381—1382). Уклав альянс із Англією (1373). Намагання провести економічні реформи поєднувалося з витратними війнами. Відбувається зубожіння міст. Все це викликало спротив населення — так у 1373 році відбулося повстання жителів Лісабона на чолі із Фердинандом Вашкешем, яке було жорстоко придушено за допомогою кастильських військ. Його смерть викликала династичну кризу, що спричинила громадянську війну й інтервенцію Кастилії. Прізвиська — Га́рний (порт. o Belo), Краси́вий (порт. o Formoso), Непості́йний (порт. o Inconstante).

## Імена
- Ферна́нду I (порт. Fernando I) — у португальських джерелах.
- Ферна́нду I Бургу́ндський (порт. Fernando I de Borgonha) — за назвою династії.
- Ферна́нду Га́рний (порт. Fernando o Belo) — за прізвиськом.
- Ферна́нду Краси́вий (порт. Fernando o Formoso) — за прізвиськом.
- Ферна́нду Непості́йний (порт. Fernando o Inconstante) — за прізвиськом.
- Ферна́нду I Португа́льський (порт. Fernando I de Portugal) — за назвою країни.
- Ферна́нд I, або Фердина́нд I (лат. Fernandus I, Ferdinandus I) — у латинських джерелах.
- Ферна́ндо I (ісп. і ст.-порт. Fernando I) — у старопортугальських, кастильських, іспанських джерелах.

## Біографія

### Молоді роки
Фернанду народився 31 жовтня 1345 року в Коїмбрі, в родині португальського інфанта Педру (майбутнього короля Педру І) та кастильської шляхтянки Констанси, доньки вільєнського князя Хуана. Хлопець був другим, але єдиним уцілілим сином подружжя. Після сходження батька на престол в 1357 році він став офіційним спадкоємцем португальського трону.
18 січня 1367 року, після смерті Педру І, Фернанду став королем Португалії.

### Зовнішня політика

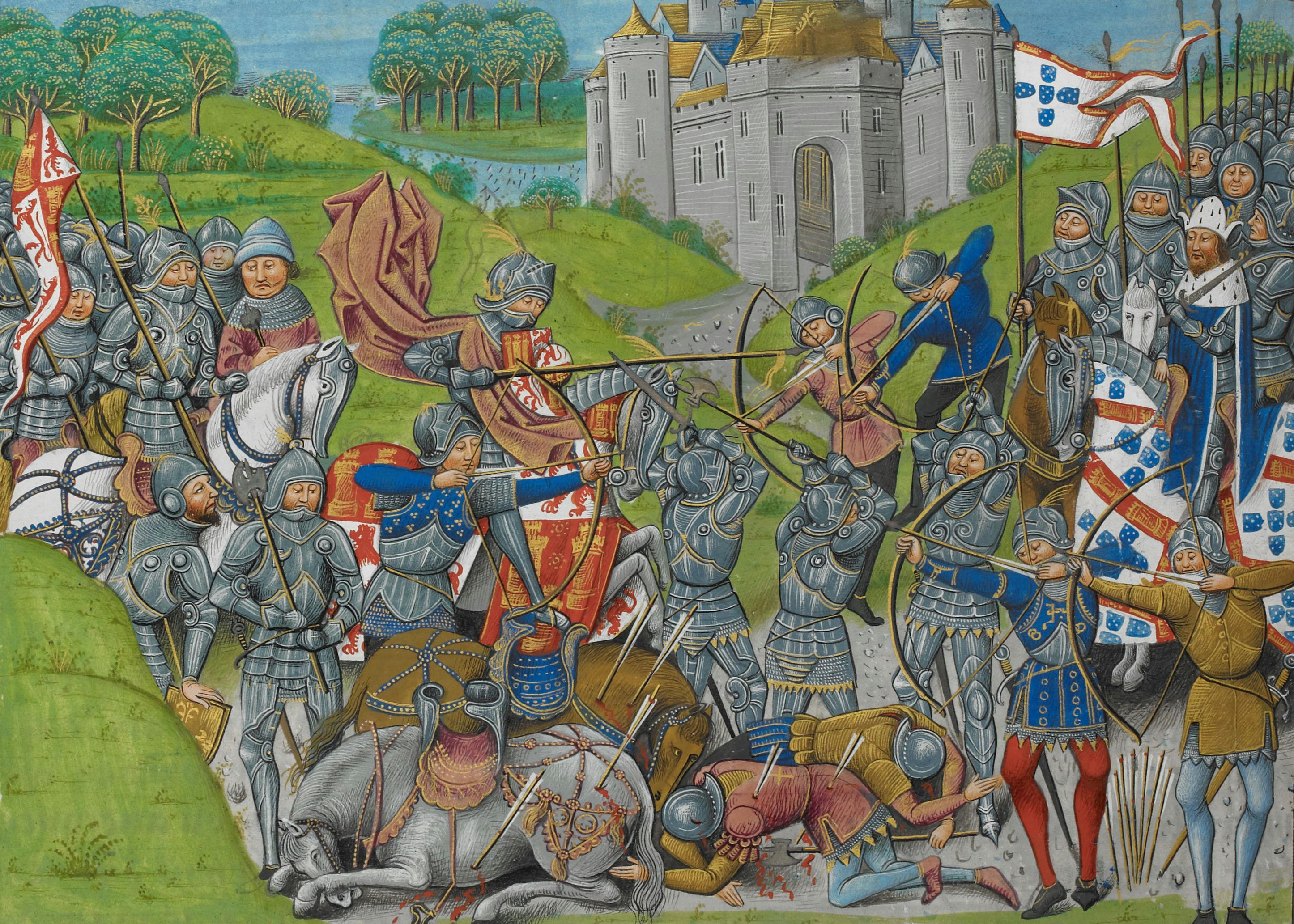
Фернанду керує бивтою португальців і англійців проти кастильців (1470, Жан де Варвін, «Хроніка Англії»).

За правління Фернанду країна провела ряд збройних конфліктів із сусідньою Кастилією, що отримали назву «Фернандових воєн». Вони тривали на тлі Столітньої війни між Англією і Францією.
1369 року Фернанду заявив свої претензії на кастильську корону в зв'язку зі смертю кастильського короля Педро І. Уклавши союз із іншими претендентами, арагонським королем Педро IV, наваррським королем Карлом II, а також ланкастерським герцогом Джоном Гонтом, він напав на Кастилію, якою правив Енріке ІІ. Португальські війська двічі намагалися захопити Галісію, але 1370 року були розбиті. 1371 року, за посередництва папи Григорія XI, Португалія й Кастилія уклали Алкотінський мир. За його умовами, Фернанду зрікався претензій на кастильську корону й обіцяв одружитися з кастильською інфантою Леонорою, донькою Енріке. Втім, цей договір Фернанду порушив вже через рік, взявши собі за дружину коханку-фаворитку Леонору Теліш де Мінезіш з числа своїх підданих.
1372 року, в союзі із ланкастерським герцогом Джоном Гонтом та кастильською опозицією, Фернанду вдруге напав на Кастилію. Його війська зазнали поразки в Галісії й відступили. Наприкінці того ж року кастильський король Енріке ІІ привів свої сили до Португалії й захопив північні та центральні області країни. Коли нападники наблизилися до Лісабона, Фернанду здався і підписав Сантаренський мирний договір навесні 1373 року. Він відмовився від підтримки кастильської опозиції та приєднався до кастильсько-французького союзу. Коли ж кастильці відступили з португальських теренів, Фернанду уклав оборонний альянс із Англією.
1379 року, після смерті Енріке ІІ, Фернанду в спілці з англійцями знову вирішив захопити трон Кастилії. 1381 року він розірвав Сантаренський договір й оголосив війну кастильському королю Хуану І, сину покійного Енріке. Незважаючи на англійську підтримку, португальці зазнали розгромної поразки на морі. Армія Хуана І пройшлася по всій Португалії, дійшовши до самого Лісабона. Врешті-решт, Фернанду був змушений підписати невигідний Елваський договір 1382 року. За його умовами, його донька Беатриса, єдина законна спадкоємниця португальського престолу, мусила вийти заміж за кастильського інфанта після досягнення повноліття. Це фактично означало поглинання Португалії сусідньою Кастилією в майбутньому.

### Смерть
22 жовтня 1383 року Фернанду помер в Лісабоні, не залишивши законного спадкоємця чоловічої статі. Короля поховали у столичному Кармелітському монастирі.
На Фернанду перервалася головна гілка Португальського Бургундського дому, що правила країною від початку ХІІ століття. Королівство опинилося під управлінням королеви-регента Леонори, яка правила від імені неповнолітньої інфанти Беатриси і її нареченого, кастильського короля Хуана І. Протягом 1383—1385 років Португалія перебувала в часі міжкоролів'я, що позначився громадянською війною та інтервенцією Кастилії.

## Родина
Дружина — Леонора (1350—1386), донька португальського вельможі Мартіна
Діти:
- Педру (1370)
- Афонсу (1371)
- Беатриса (1372—1420) ∞ Хуан I, король Кастилії

- Один бастард